# Mens Sana Basket 1871 2017-2018
Questa voce raccoglie le informazioni riguardanti la Mens Sana Basket 1871 nelle competizioni ufficiali della stagione 2017-2018.

## Stagione
La stagione 2017-2018 della Mens Sana Basket 1871
Partecipa al girone Ovest della Serie A2.

## Roster 2017-2018
Aggiornato al 2 settembre 2017.
| Mens Sana Basket 1871 2017-18 | Mens Sana Basket 1871 2017-18 |
| Giocatori                     | Staff tecnico                 |
| ----------------------------- | ----------------------------- |

| N. | Naz.                   | Ruolo | Nome                   | Anno | Alt. | Peso |     |
| -- | ---------------------- | ----- | ---------------------- | ---- | ---- | ---- | --- |
| 00 | Italia (bandiera)      | GA    | Dario Masciarelli      | 1998 | 195  | 95   |     |
| 2  | Stati Uniti (bandiera) | A     | Devin Ebanks           | 1989 | 206  | 98   |     |
| 3  | Italia (bandiera)      | GA    | Andrea Casella         | 1990 | 194  | 85   |     |
| 6  | Montenegro (bandiera)  | AG    | Janko Čepić            | 1999 | 201  |      |     |
| 8  | Italia (bandiera)      | AG    | Giovanni Vildera       | 1995 | 205  | 94   |     |
| 10 | Italia (bandiera)      | P     | Alessandro Cappelletti | 1995 | 186  | 82   |     |
| 11 | Montenegro (bandiera)  | C     | Marko Simonović        | 1999 | 212  | 95   |     |
| 12 | Italia (bandiera)      | AP    | Daniele Sandri         | 1990 | 197  | 90   |     |
| 15 | Italia (bandiera)      | P     | Lorenzo Saccaggi       | 1992 | 188  | 87   | (C) |
| 19 | Italia (bandiera)      | A     | Federico Lestini       | 1983 | 203  | 101  |     |
| 31 | Stati Uniti (bandiera) | G     | Elston Turner          | 1990 | 195  | 96   |     |

| Allenatore                                                                                      |
| - Giulio Griccioli                                                                              |
| Assistente/i                                                                                    |
| - Matteo Mecacci - Andrea Monciatti Legenda - (C) Capitano - (IN) Inattivo - Infortunato Roster |

### Staff tecnico
- Preparatore atletico: Giacomo Sorrentino
- Addetto statistiche: Alberto Collet
- Fisioterapista: Stefano Baldanzi
- Fisioterapista: Jacopo Bigliazzi
- Medico: Gilberto Martelli
- Addetto agli arbitri: Gianpaolo Toscano